# FFH-Gebiet Selenter See
Das FFH-Gebiet Selenter See ist ein NATURA 2000-Schutzgebiet in Schleswig-Holstein im Kreis Plön in den Gemeinden Fargau-Pratjau, Martensrade, Selent, Lammershagen, Giekau und Köhn. Es liegt im Naturraum Probstei und Selenter See-Gebiet (Landschafts-ID 70203), in der Haupteinheit Ostholsteinisches Hügelland. Diese ist wiederum Teil der Naturräumlichen Großregion 2. Ordnung Schleswig-Holsteinisches Hügelland. 
Es hat eine Größe von 2390 Hektar. Die größte Ausdehnung des FFH-Gebietes liegt mit 8,9 Kilometer in Ostwestrichtung. Es liegt nördlich der Bundesstraße 203 und drei Kilometer westlich der Wohnbebauung von Lütjenburg. Das Südufer des Selenter Sees bildet geologisch die Nordgrenze des Geotops Stauchmoräne bei Bellin. Die dortigen Grund- und Endmoränen und der Selenter See stammen aus der letzten Eiszeit (Weichsel-Kaltzeit). Die höchsten Erhebungen mit 47 Meter über Normalhöhennull (NHN) werden an mehreren Stellen am Südrand des FFH-Gebietes erreicht, der niedrigste Wert ist mit 37,2 Meter über NHN der mittlere Wasserspiegel des Selenter Sees.

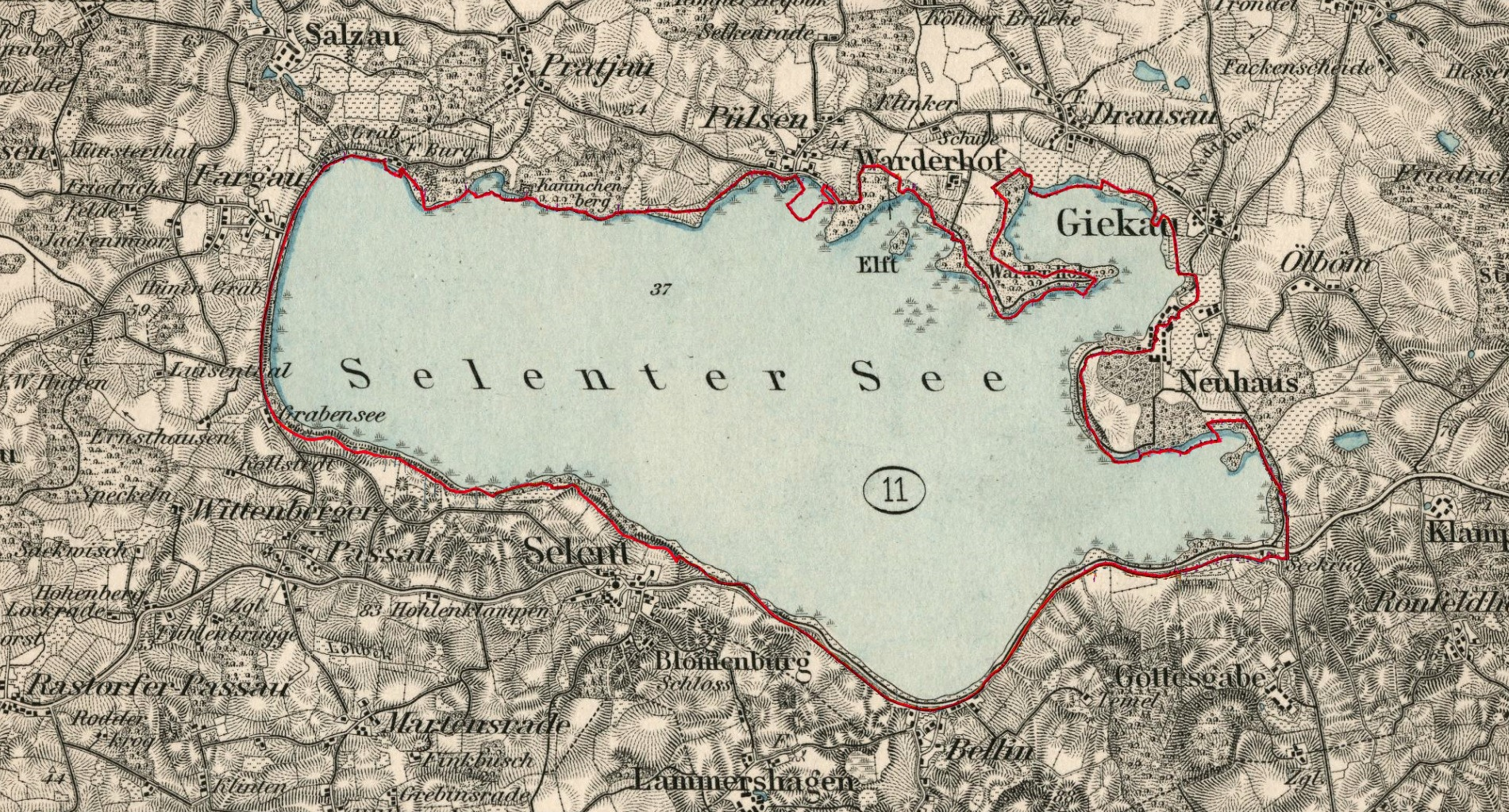
Bild 1ː Selenter See um 1893 (rot umrandet das heutige FFH-Gebiet Selenter See)

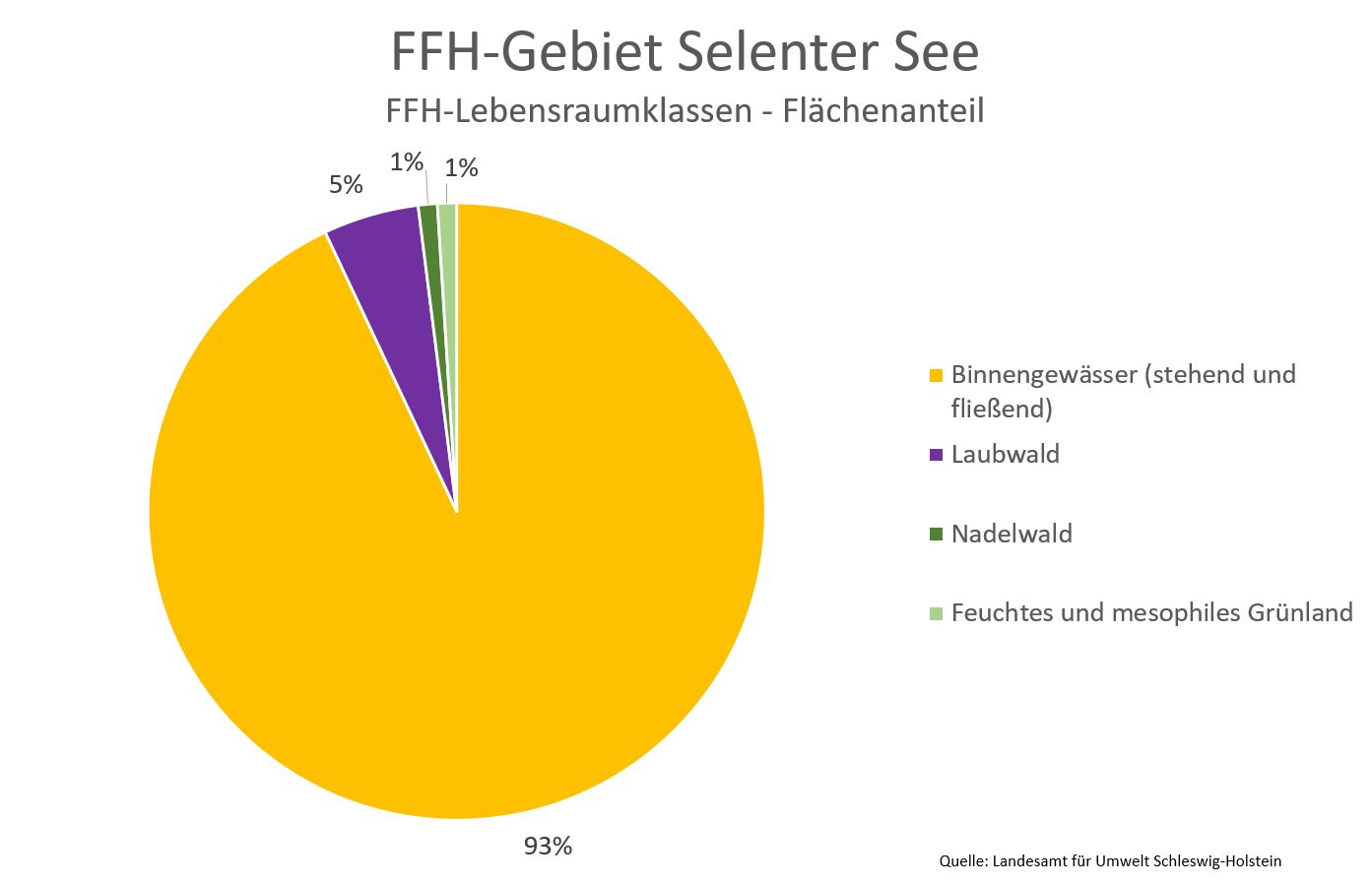
Diagramm 1ː FFH-Lebensraumklassen im FFH-Gebiet Selenter See

Das FFH-Gebiet besteht laut NATURA 2000-Standard-Datenbogen (SDB) vom Mai 2019 fast vollständig aus der FFH-Lebensraumklasse Binnengewässer, gefolgt von Laubwald, Nadelwald und feuchtem und mesophilem Grünland im Uferbereich des Selenter Sees, die nur wenige Prozent der Gebietsfläche einnehmen, siehe Diagramm 1.

## FFH-Gebietsgeschichte und Naturschutzumgebung
Der NATURA 2000-Standard-Datenbogen (SDB) für dieses FFH-Gebiet wurde im November 1999 vom Landesamt für Landwirtschaft, Umwelt und ländliche Räume (LLUR) des Landes Schleswig-Holstein erstellt, im Juli 2001 als Gebiet von gemeinschaftlicher Bedeutung (GGB) vorgeschlagen, im Dezember 2004 von der EU als GGB bestätigt und im Januar 2010 national nach § 32 Absatz 2 bis 4 BNatSchG in Verbindung mit § 23 LNatSchG als besonderes Erhaltungsgebiet (BEG) bestätigt. Der SDB wurde zuletzt im Mai 2019 aktualisiert. Der Managementplan wurde am 19. April 2017 veröffentlicht. Letzterer beinhaltet auch den Managementplan für das europäische Vogelschutzgebiet DE 1628-491 „Selenter See-Gebiet“, das sowohl die Fläche des FFH-Gebietes Selenter See, als auch das des im Süden angrenzenden FFH-Gebietes Gottesgabe umfasst.
Im Nordteil des FFH-Gebietes Selenter See liegt das im Jahre 1978 gegründete Naturschutzgebiet Nordteil des Selenter Sees und Umgebung. Der Südwesten des FFH-Gebietes Selenter See liegt im Jahre 1972 eingerichteten Landschaftsschutzgebiet LSG Selenter See mit Niederung zwischen Fargau und Pratjau und Umgebung. Es liegt im 3108 Hektar großen Schwerpunktbereich Nummer 249 des landesweiten Biotopverbundsystems. Am Nordufer am Ausfluss der Hohenfelder Mühlenau aus dem Selenter See grenzt das FFH-Gebiet Hohenfelder Mühlenau an des FFH-Gebiet Selenter See und am südlichen Seeufer bildet die Bundesstraße 203 die Grenze zum FFH-Gebiet Gottesgabe.
Der südliche Teil des FFH-Gebietes Selenter See liegt im Naturpark Holsteinische Schweiz.
Mit der Gebietsbetreuung des NSG Nordteil des Selenter Sees und Umgebung und des europäischen Vogelschutzgebietes DE 1628-491 „Selenter See-Gebiet“ wurde nach § 20 LNatSchG durch das LLUR der Landesjagdverband Schleswig-Holstein e.V. beauftragt (Stand April 2023).
Das LLUR hat im September 2009 ein BIS-Faltblatt über das Naturschutzgebiet Nordteil des Selenter Sees und Umgebung herausgegeben.

## FFH-Erhaltungsgegenstand

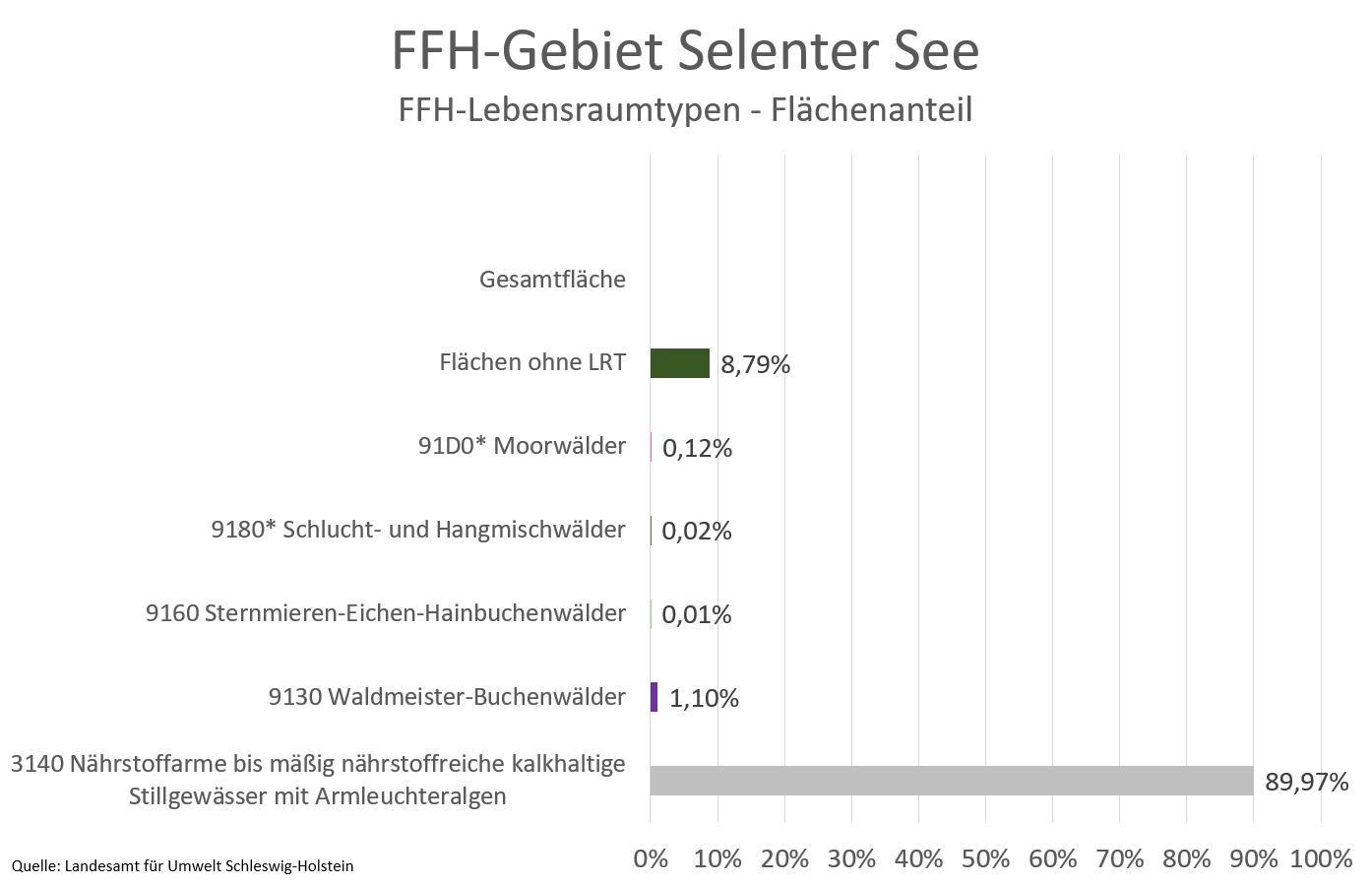
Diagramm 2ː FFH-Lebensraumtypen im FFH-Gebiet Selenter See

Laut Standard-Datenbogen vom Mai 2019 sind folgende FFH-Lebensraumtypen (LRT) und Arten als FFH-Erhaltungsgegenstände mit den entsprechenden Beurteilungen zum Erhaltungszustand der Umweltbehörde der Europäischen Union gemeldet worden (Gebräuchliche Kurzbezeichnung (BfN)):
FFH-Lebensraumtypen nach Anhang I der EU-Richtlinie:
- 3140 Nährstoffarme bis mäßig nährstoffreiche kalkhaltige Stillgewässer mit Armleuchteralgen (Gesamtbeurteilung A)[17]
- 9130 Waldmeister-Buchenwälder (Gesamtbeurteilung C)[18]
- 9160 Sternmieren-Eichen-Hainbuchenwälder (Keine Gesamtbeurteilung)[19]
- 9180* Schlucht- und Hangmischwälder (Gesamtbeurteilung C)[20]
- 91D0* Moorwälder (Gesamtbeurteilung C)[21]

Arten gemäß Artikel 4 der Richtlinie 2009/147/EG und Anhang II der Richtlinie 92/43/EWG und diesbezügliche Beurteilung des Gebiets:
- 4056 Zierliche Tellerschnecke (Gesamtbeurteilung C)[23]
- 1149 Steinbeißer (Gesamtbeurteilung C)[24]
- 1318 Teichfledermaus (Gesamtbeurteilung B)[25]
- 1016 Bauchige Windelschnecke (Gesamtbeurteilung C)[26]

Das FFH-Gebiet ist im SDB zu gut neun Zehnteln als FFH-Lebensraumfläche ausgewiesen, wovon der überwiegende Teil dem LRT 3140 Nährstoffarme bis mäßig nährstoffreiche kalkhaltige Stillgewässer mit Armleuchteralgen zugerechnet wird, siehe Diagramm 2. Der LRT 9130 Waldmeister-Buchenwälder liegt als schmaler Streifen in Hanglage um den Selenter See verteilt. Ein 2,9 Hektar großes Stück LRT 91D0̽ Moorwald befindet sich am Nordufer zwischen der Ortschaft Pülsen und der Hohenfelder Mühlenau mitten im Pülsener Bruch.

## FFH-Erhaltungsziele

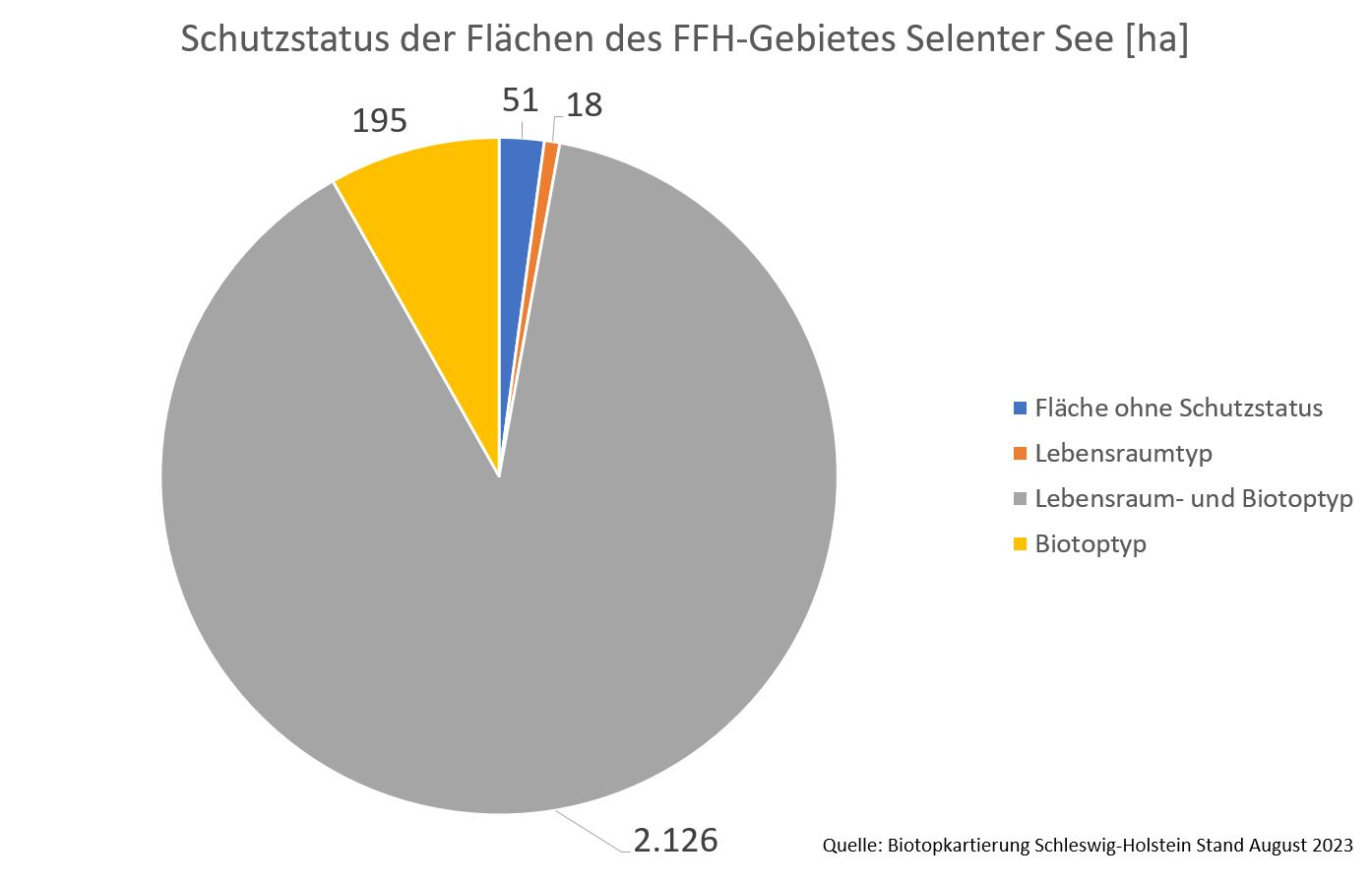
Diagramm 3ː Schutzstatus der Flächen des FFH-Gebietes Selenter See

Aus den oben aufgeführten FFH-Erhaltungsgegenständen werden als FFH-Erhaltungsziele von besonderer Bedeutung die Erhaltung folgender Lebensraumtypen und Arten im FFH-Gebiet vom Ministerium für Energiewende, Landwirtschaft, Umwelt und ländliche Räume des Landes Schleswig-Holstein erklärt:
- 3140 Nährstoffarme bis mäßig nährstoffreiche kalkhaltige Stillgewässer mit Armleuchteralgen
- 9130 Waldmeister-Buchenwälder
- 9180* Schlucht- und Hangmischwälder
- 91D0* Moorwälder
- 1016 Bauchige Windelschnecke
- 1318 Teichfledermaus
- 4056 Zierliche Tellerschnecke

Aus den oben aufgeführten FFH-Erhaltungsgegenständen werden als FFH-Erhaltungsziele von Bedeutung die Erhaltung folgender Lebensraumtypen und Arten im FFH-Gebiet vom Ministerium für Energiewende, Landwirtschaft, Umwelt und ländliche Räume des Landes Schleswig-Holstein erklärt:
- 1149 Steinbeißer

Bis auf die Sternmieren-Eichen-Hainbuchenwälder sind alle FFH-Erhaltungsgegenstände als FFH-Erhaltungsziele übernommen worden.

## FFH-Analyse und Bewertung

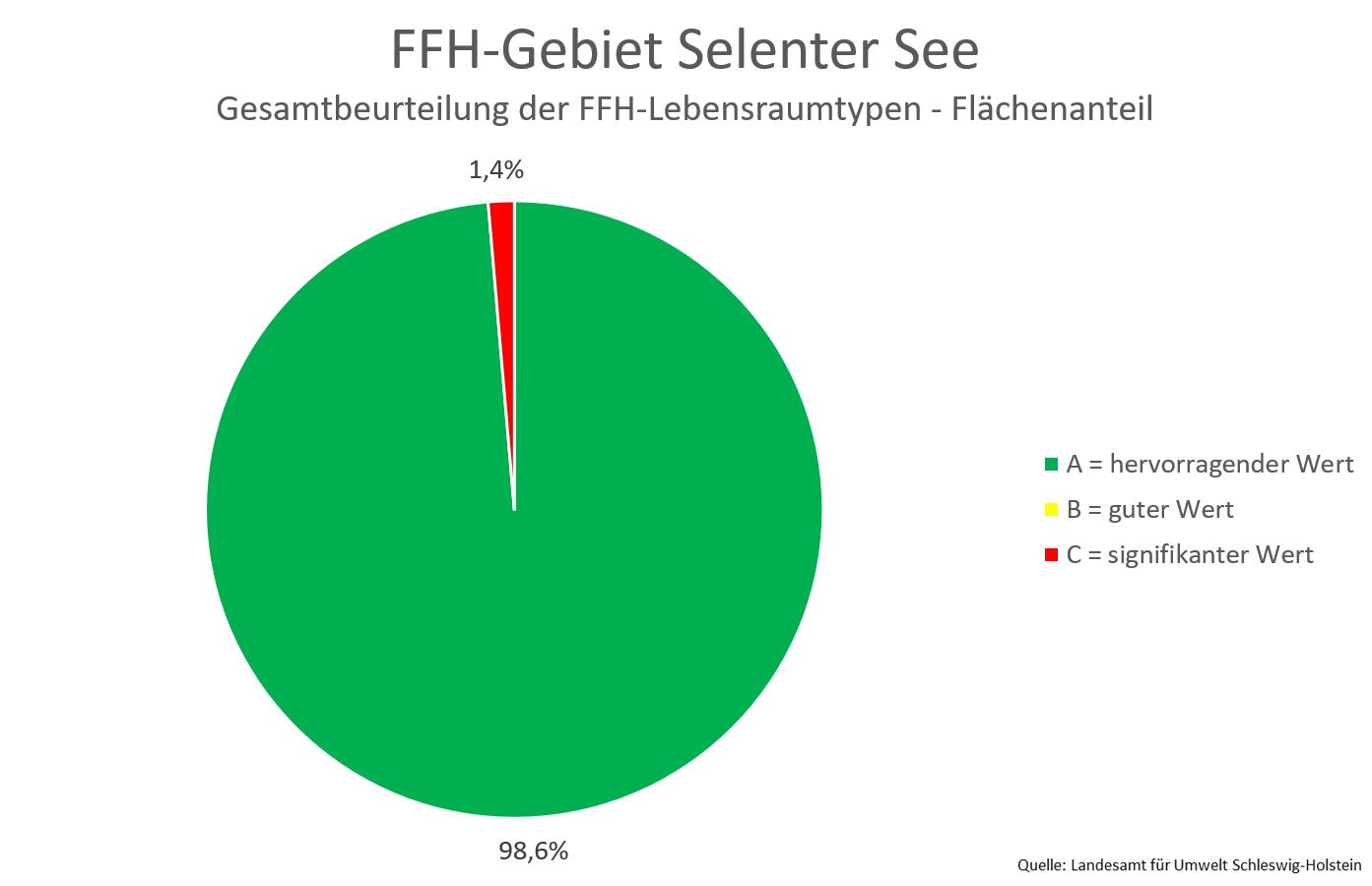
Diagramm 4ː Gesamtbeurteilung der FFH-Lebensraumtypen im FFH-Gebiet Selenter See

Das Kapitel FFH-Analyse und Bewertung im Managementplan beschäftigt sich unter anderem mit den aktuellen Gegebenheiten des FFH-Gebietes und den Hindernissen bei der Erhaltung und Weiterentwicklung der FFH-Lebensraumtypen und Arten. Die Ergebnisse fließen in den FFH-Maßnahmenkatalog ein.
Die im FFH-Gebiet ausgewiesenen FFH-LRT-Flächen haben überwiegend eine gute Gesamtbewertung im SDB erhalten, siehe Diagramm 4. Diese bezieht sich aber nur auf die Wasserfläche des Selenter Sees mit seinem LRT 3140 Nährstoffarme bis mäßig nährstoffreiche kalkhaltige Stillgewässer mit Armleuchteralgen. Die Landlebensräume hingegen haben durchweg eine schlechte Gesamtbewertung erhalten. Die Abwertung erfolgte auf Grund des schlechten Erhaltungszustandes und der relativ kleinen Flächen.
Wegen seiner Größe von 2124,62 Hektar besteht für den Selenter See laut europäischer Wasserrahmenrichtlinie (WRRL) eine Berichtspflicht gegenüber der europäischen Umweltagentur in Kopenhagen. Der Selenter See befindet sich in einem guten ökologischen Gesamtzustand, während der chemische Gesamtzustand nicht gut ist. Letzteres wird damit begründet, dass die Grenzwerte der Umweltqualitätsnormen (UQN) bezüglich Nitrate, Bromierter Diphenylether (BDE), Quecksilber und Quecksilberverbindungen überschritten werden. Bis zum Jahre 2028 muss gemäß WRRL für alle Gewässer in der Europäischen Union ein „guter“ ökologischer und chemischer Zustand erreicht werden.
Das FFH-Gebiet befindet sich fast ausschließlich in privater Hand. Allerdings wurden mit den Eigentümern vom Landesamt für Landwirtschaft, Umwelt und ländliche Räume des Landes Schleswig-Holstein (LLUR) für die Waldgebiete im Uferbereich Verträge nach dem Muster „Vertragsnaturschutz im Wald“ abgeschlossen (Stand August 2023). Darüber hinaus bestehen für einen großen Teil der Grünflächen mit den Eigentümern Verträge nach dem Muster „Vertragsnaturschutz Weidewirtschaft Moor ohne Düngung“.
In den Jahren 2014 bis 2020 wurde eine vollständige Biotopkartierung des Landes Schleswig-Holstein durch das LLUR durchführt. Danach haben im FFH-Gebiet Selenter See nur zwei Prozent der Gebietsfläche keinen Naturschutzstatus. Der größte Teil ist sowohl ein FFH-Gebiet, als auch ein gesetzlich geschütztes Biotop, siehe Diagramm 3.

## FFH-Maßnahmenkatalog
Der FFH-Maßnahmenkatalog im Managementplan führt neben den bereits durchgeführten Maßnahmen geplante Maßnahmen zur Erhaltung und Entwicklung der FFH-Lebensraumtypen im FFH-Gebiet an. Konkrete Empfehlungen sind in neun Maßnahmenblättern, einer Maßnahmenkarte für die Westhälfte und einer für die Osthälfte des FFH-Gebietes beschrieben. 
Für den Selenter See handelt es sich um Maßnahmen, die den chemischen Zustand des Gewässers verbessern sollen, sowie die Herstellung der Durchgängigkeit des Sees für Fische. Am Ausfluss der Salzau im Nordwesten des Selenter Sees wurde ein Schlitzpass als Fischweg eingebaut (in der Karte des Amtlichen Wasserwirtschaftlichen Gewässerverzeichnisses als Fünfecksymbol gekennzeichnet).
Die Maßnahmen in den Waldlebensräumen richten sich nach den Handlungsgrundsätzen der Schleswig-Holsteinischen Landesforsten. Diese wurden in einer Vereinbarung zwischen dem Landesamt für Landwirtschaft und ländliche Räume (LLUR) und den Schleswig-Holsteinischen Landesforsten (SHLF) vom 15. Juli 2016 festgeschrieben.
Südlich der Straße Birkenweg in Pülsen befindet sich eine 5372 Quadratmeter große ehemalige Orchideenwiese (Biotop-Nummer 325946020-906, Biotoptyp GNh Hochstaudenreiches Nassgrünland). Diese wird nach der Blüte zweimal gemäht und das Mähgut aus dem Gebiet entfernt, um den für Orchideen günstigen niedrigen Nährstoffgehalt des Bodens wiederherzustellen. Man erhofft sich damit eine Wiederkehr der Orchideen zu erreichen. Ziel der Maßnahme ist es, die Fläche zum FFH-Lebensraumtyp 7230 Kalkreiche Niedermoore zu entwickeln.

## FFH-Erfolgskontrolle und Monitoring der Maßnahmen
Eine FFH-Erfolgskontrolle und Monitoring der Maßnahmen findet in Schleswig-Holstein alle 6 Jahre statt. Die Ergebnisse des letzten Monitorings wurden am 21. März 2012 veröffentlicht (Stand August 2023).